# Luxemburg (Wisconsin)
Luxemburg – miasto w Stanach Zjednoczonych, w stanie Wisconsin, w hrabstwie Kewaunee.